# Küsterhaus der Domgemeinde

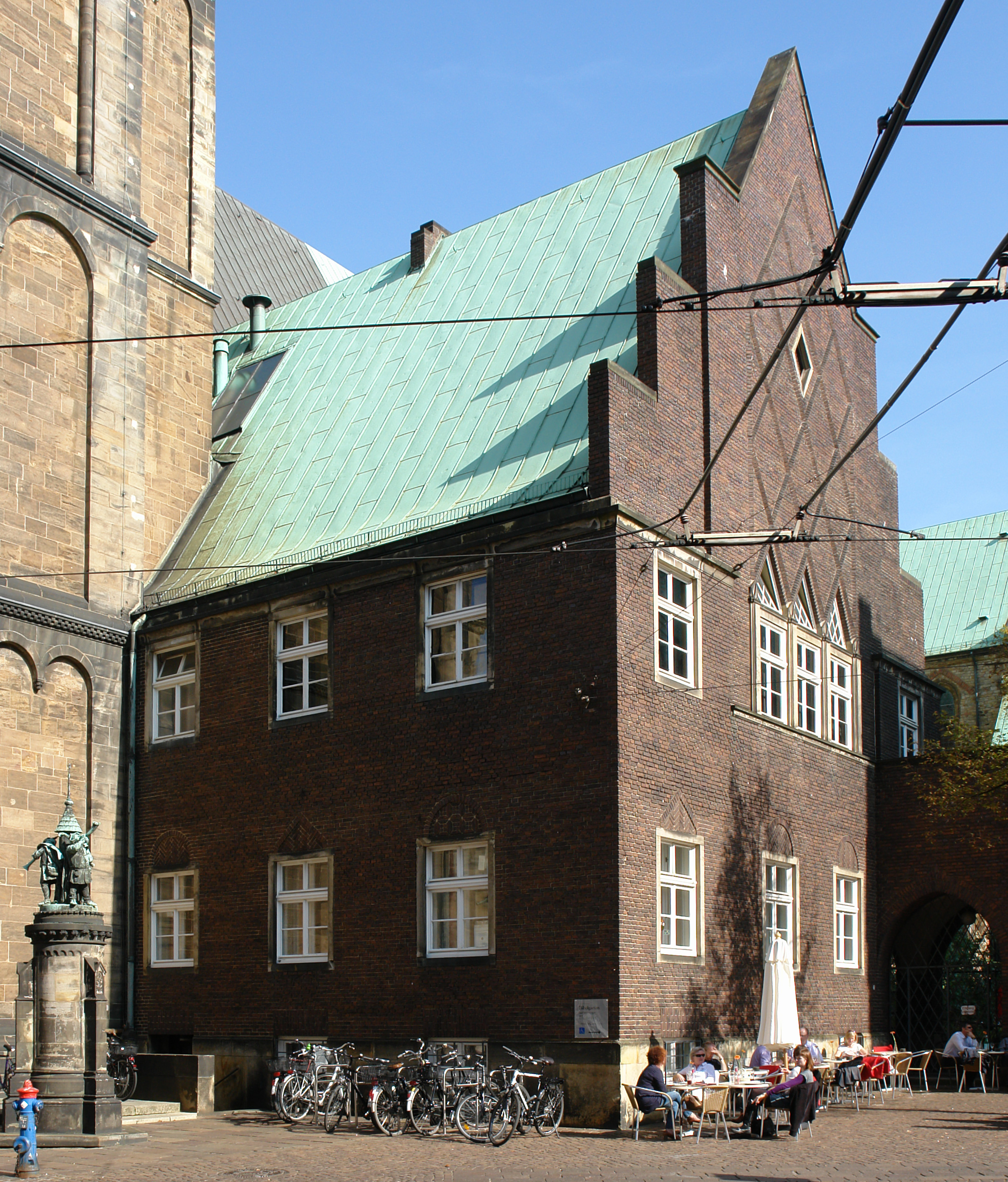
Küsterhaus

Das frühere Küsterhaus der Domgemeinde befindet sich in Bremen, Stadtteil Mitte, Am Dom 1. Es entstand bis 1928 nach Plänen von Walter Görig. 
Das Gebäude steht seit 1973 unter Bremer Denkmalschutz.

## Geschichte
Das zweigeschossige, fünfachsige, verklinkerte ehemalige Küsterhaus der St.-Petri-Domgemeinde mit einem Satteldach und dem wuchtigen, markanten Treppengiebel mit den diagonalen Mauerverzierungen im oberen Mittelfeld wurde 1926/28 in der Epoche der Zwischenkriegszeit im Stil des Expressionismus gebaut. Es schließt direkt an den Dom mit Blickrichtung zur Domsheide. Der Übergang zum Kapitelhaus erfolgt durch eine eingeschossige neugotische Arkade. Küsterhaus, Dom, Glocke und Kapitelhaus umfassen den rechteckigen Bibelgarten mit einem Brunnen. Im Gebäude befand sich die Wohnung des Küsters und befindet sich der Domchorsaal mit dem Domchorarchiv. In den 1980er Jahren wurden in dem Haus weitere, andere Einrichtungen der Domgemeinde untergebracht.
Das geschützte Ensemble der Dominsel besteht zudem aus St.-Petri-Dom mit dem Dom-Museum (romanischen und gotische Anbauten), Pfarrhaus, zwei Predigerhäuser, Gemeindehaus, Die Glocke und Kapitelhaus der Domgemeinde, Haus Kulenkampff und zwei Geschäftshäuser Domsheide 4 und 5 sowie dem Bismarck-Denkmal mit dem Reiterstandbild Otto von Bismarck und dem Turmbläserbrunnen.
Architekt Walter Görig entwarf auch das Konzerthaus Die Glocke, das Gemeindehaus (alle 1928) und die zwei Predigerhäuser (1952, 1960) sowie die in der Nähe befindliche Deutsche Schiffsbank (mit Friedrich Schumacher, Domshof 17, 1952).
Heute (2018) befinden sich in dem Gebäude die Räume für die Kinder- und Jugendarbeit (u. a. Mädchenkantorei) sowie im 1. Obergeschoss der Domchorsaal und das Domchorarchiv.